# Willi Daube
Willi Daube (* 1. Mai 1883 in Hann. Münden; † 20. August 1941 bei Jarzewo, Sowjetunion) war ein deutscher Generalmajor des Heeres der Wehrmacht im Zweiten Weltkrieg.

## Leben
Daube trat am 4. September 1902 als Fahnenjunker in das Infanterie-Regiment „von Grolmann“ (1. Posensches) Nr. 18 der Preußischen Armee in Osterode ein. Nach seiner Beförderung zum Leutnant am 18. August 1904 war er Adjutant des I. Bataillons und stieg nach der Beförderung zum Oberleutnant Anfang 1914 zum Regimentsadjutant auf.
Mit Ausbruch des Ersten Weltkriegs kam Daube mit seinem Regiment im Verbund mit der 41. Division zunächst an der Ostfront bei Tannenberg sowie in der Schlacht an den Masurischen Seen zum Einsatz. Ende des Jahres verlegte das Regiment nach Rumänien. Im Januar 1917 wurde Daube mit seinem Regiment von dort abgezogen und an die Westfront verlegt. Im weiteren Kriegsverlauf wurde er Hauptmann, als Kompaniechef verwendet und bis Kriegsende mit dem Eisernen Kreuz II. und I. Klasse, dem Ritterkreuz des Königlichen Hausordens von Hohenzollern mit Schwertern sowie dem Hanseatenkreuz der Stadt Hamburg ausgezeichnet. Aufgrund mehrfacher Verwundungen erhielt er außerdem das Verwundetenabzeichen in Silber.
Nach der Demobilisierung seines Regiments wurde Daube am 1. Oktober 1919 in die Vorläufige Reichswehr übernommen und als Kompaniechef dem Reichswehr-Infanterie-Regiment 40 zugeteilt. Nach einem Jahr folgte in gleicher Funktion seine Versetzung in das 3. (Preußisches) Infanterie-Regiment, in dem er dann bis 31. Januar 1928 die 9. Kompanie führte. Anschließend wurde Daube in das Reichswehrministerium nach Berlin versetzt, wo er bis Ende Februar 1932 im dortigen Heeres-Personal-Amt in der Heeres-Personal-Abteilung 1 (P 1) beschäftigt war. Im März 1932 erfolgte seine Rückversetzung in den Truppendienst, wo er als Oberstleutnant zum Kommandeur des III. Bataillons des 18. Infanterie-Regiment in Bückeburg ernannt wurde. Am 1. April 1934 zum Oberst befördert, wechselte Daube zum 1. August 1934 nach Königsberg in den Stab des Infanterieführers I über. Am 15. Oktober 1935 wurde diese Bezeichnung in 11. Infanterie-Division umbenannt. Zum 1. September 1936 wurde Daube hier zu den Ergänzungsoffizieren überstellt und zur besonderen Verwendung (z. b. V.) beim Oberbefehlshaber des Heeres geführt.
Am 1. Oktober 1936 wurde er zum Landwehr-Kommandeur von Allenstein ernannt; eine Funktion die Daube bis Ende August 1937 innehielt. Anschließend fungierte er bis Ende August 1939 als Kommandeur des Wehrbezirks-Kommandos von Braunsberg in Ostpreußen sowie nach dem Beginn des Zweiten Weltkriegs bis November 1939 in gleicher Funktion im Wehrbezirks-Kommando von Allenstein.
Am 1. Dezember 1939 wurde Daube zum Kommandeur des Infanterie-Regiments 364 ernannt und der 161. Infanterie-Division unterstellt. Dieses Regiment führte Daube im Juni 1940 im Verbund der 16. Armee im Westfeldzug. Zum 1. September 1940 wurde Daube wieder zum Kommandeur des Wehrbezirks-Kommandos von Alleinstein ernannt. Von diesen Posten schied er allerdings Mitte November des gleichen Jahres wieder aus und wurde am 15. November 1940 zum Kommandeur des Infanterie-Regiments 371 ernannt. Das Regiment unterstand auch hier der 161. Infanterie-Division, nahm aber bis zum Beginn des Unternehmens Barbarossa an keinen Kampfhandlungen teil. Im Vorfeld des Ostfeldzuges, wurde Daube am 1. Juni 1941 zu den aktiven Truppenoffizieren überführt. Nach dem Überfall auf die Sowjetunion führte Daube das Regiment im Rahmen der 9. Armee im Bereich der Heeresgruppe Mitte über Białystok bis vor Smolensk. Dort fiel Daube am 20. August 1941 60 km nordöstlich davon bei Jarzewo. Postum wurde Daube zum 1. August 1941 zum Generalmajor befördert.